# Константина (Риу-Гранди-ду-Сул)
Константина (порт. Constantina) — муниципалитет в Бразилии, входит в штат Риу-Гранди-ду-Сул. Составная часть мезорегиона Северо-запад штата Риу-Гранди-ду-Сул. Входит в экономико-статистический микрорегион Фредерику-Вестфален. Население составляет 9424 человека на 2006 год. Занимает площадь 202,999 км². Плотность населения — 46,4 чел./км².

## История
Город основан 14 апреля 1959 года.

## Статистика
- Валовой внутренний продукт на 2003 составляет 84 284 969,00 реалов (данные: Бразильский институт географии и статистики).
- Валовой внутренний продукт на душу населения на 2003 составляет 8774,20 реалов (данные: Бразильский институт географии и статистики).
- Индекс развития человеческого потенциала на 2000 составляет 0,796 (данные: Программа развития ООН).